# Purchawka (film)
Purchawka (ang. Puffball) – brytyjsko-irlandzko-kanadyjski film fantasy z 2007 roku w reżyserii Nicolasa Roega. Wyprodukowany przez Yume Pictures.

## Opis fabuły
Liffey ma dość miasta i apodyktycznego szefa. Wraz ze swoim chłopakiem Richardem postanawia wyjechać do Irlandii i zamieszkać w chatce położonej w górach. Gdy Liffey zachodzi w ciążę, w ich nowym domu zaczynają dziać się dziwne, nadprzyrodzone rzeczy.

## Obsada
- Kelly Reilly jako Liffey
- Miranda Richardson jako Mabs
- Donald Sutherland jako Richard Lars
- Leona Igoe jako Audrey
- Declan Reynolds jako agent nieruchomości

i inni